# Критерий на Ойлер
Критерият на Ойлер Eu е безразмерна величина, един от т. нар. критерии на подобието. Той е дефиниран като пада на налягане при движението на флуид отнесен към кинетичната енергия на флуида и характеризира загубата на енергия:
{\displaystyle Eu={\frac {\Delta p}{\rho v^{2}}}}
- Δp – пад на налягане, Pa
- ρ – плътност, kg/m3
- v – скорост на флуида, m/s

Наречен е в чест на швейцарския учен Леонард Ойлер (на немски:Leonhard Euler). Коефициентът на челно съпротивление Cd (виж: Аеродинамичен профил и утаяване) е свързан с него чрез уравнението:
{\displaystyle C_{d}=2\cdot Eu}
В някои източници диаграмата за коефициента на триене λ (виж: пад на налягане) се задава вместо във вида:
{\displaystyle \lambda =f(Re,{\frac {\epsilon }{d}})}
като:
{\displaystyle {\frac {Eu}{\Gamma }}={\frac {\lambda }{2}}=f(Re,{\frac {\epsilon }{d}});\ \ \ \Gamma ={\frac {l}{d}}}
Тук е Re критерият на Рейнолдс.